# Euptychia attenboroughi
Euptychia attenboroughi es una especie de insecto lepidóptero de la familia Nymphalidae. Se encuentra en la parte nor-occidental de la cuenca alta del Amazonas, habitando en los bosques perennes tropicales en Brasil, Venezuela y Colombia. El hábitat se compone de bosques perennes tropicales. La longitud de las alas anteriores es 17-18 mm en los machos y de 16-17 mm en las hembras.
Esta especie de mariposa recibe su nombre científico en honor a David Attenborough, uno de los científicos divulgadores naturalistas más conocidos de la televisión británica.